# Kanton Fiumalto-d’Ampugnani
Der Kanton Fiumalto-d’Ampugnani war bis 2015 ein französischer Wahlkreis im Arrondissement Corte, im Département Haute-Corse und in der Region Korsika. Sein Hauptort war La Porta.
Der 20 Gemeinden umfassende Kanton war 109,41 km² groß und hatte 3322 Einwohner (Stand: 2012).

## Gemeinden
| Gemeinde               | Einwohner | Code postal | Code Insee |
| ---------------------- | --------- | ----------- | ---------- |
| Casabianca             | 68        | 20237       | 2B069      |
| Casalta                | 37        | 20215       | 2B072      |
| Croce                  | 85        | 20240       | 2B101      |
| Ficaja                 | 34        | 20237       | 2B113      |
| Giocatojo              | 49        | 20237       | 2B125      |
| Pero-Casevecchie       | 111       | 20230       | 2B210      |
| Piano                  | 36        | 20231       | 2B214      |
| Poggio-Marinaccio      | 16        | 20237       | 2B241      |
| Poggio-Mezzana         | 403       | 20230       | 2B242      |
| Polveroso              | 22        | 20229       | 2B243      |
| La Porta               | 196       | 20237       | 2B246      |
| Pruno                  | 182       | 20264       | 2B252      |
| Quercitello            | 40        | 20237       | 2B255      |
| Scata                  | 44        | 20213       | 2B273      |
| Silvareccio            | 97        | 20215       | 2B280      |
| San-Damiano            | 38        | 20213       | 2B297      |
| San-Gavino-d’Ampugnani | 79        | 20213       | 2B299      |
| Taglio-Isolaccio       | 535       | 20230       | 2B318      |
| Talasani               | 516       | 20230       | 2B319      |
| Velone-Orneto          | 113       | 20230       | 2B340      |